# 1294 Антверпія
1294 Антве́рпія (1933 UB1, 1930 AF, 1932 LC, 1964 VA2, 1964 XF, A917 DB, 1294 Antwerpia) — астероїд головного поясу, відкритий 24 жовтня 1933 року.
Тіссеранів параметр щодо Юпітера — 3,318.